# Mohamed Naouali
Pour les articles homonymes, voir Naouali.
Mohamed Naouali, plus connu sous le surnom de « Gouchi », né en 1950 et mort le 3 décembre 2018, est un footballeur tunisien évoluant au poste d'arrière gauche qui joue durant huit ans au Club africain.

## Biographie
Défenseur élégant et intraitable, d'une admirable souplesse, il monopolise ce poste au Club africain mais la malchance et un tempérament parfois trop volontaire le privent d'une belle carrière tant au Club africain qu'en sélection nationale. Son courage face à la maladie mérite aussi d'être souligné.
Il meurt le 3 décembre 2018.

## Carrière
- 1972-1980 : Club africain (Tunisie)

## Palmarès
- Championnat de Tunisie :
  - Vainqueur : 1973, 1974, 1979, 1980
- Coupe de Tunisie :
  - Vainqueur : 1973, 1976
  - Finaliste : 1974
- Coupe du Maghreb des clubs champions : 
  - Vainqueur : 1974, 1975, 1976

## Sélections
Il compte trois sélections en équipe nationale pour les rencontres suivantes :
- 12 mai 1974 : Tunisie-Algérie (2-1)
- 2 mars 1975 : Tunisie-Maroc (0-0)
- 9 mars 1978 : Tunisie-Ouganda (3-1)